# ハリー・ジェイムス
ハリー・ジェイムス（Harry James、1916年3月15日 - 1983年7月5日）は、アメリカ合衆国のジャズ・ミュージシャン、トランペット奏者、ビッグバンド・リーダーである。1930年代から1970年代にかけて、アメリカを中心に活動し、スウィング・ジャズ・スタイルによる華麗で甘美なトランペット演奏でジャズ、ポピュラー音楽界で人気を得た。1983年に、リンパ腺癌のため67歳で死去。

## 経歴

### 生い立ち
ハリー・ハーグ・ジェイムスは1916年3月15日、アメリカ合衆国のジョージア州オールバニにて、サーカス団「マイティ・ハーグ・サーカス」のバンドリーダーでトランペット奏者である父、エヴェレット・ロバート・ジェイムスと、同じ団員で空中曲芸師の母、メイベル・スチュワート・クラーク・ジェイムスとの間に生まれた。ジェイムスは4歳の頃からサーカスの芸人として、両親の所属するサーカス団で働きはじめるが、まもなく音楽に興味を持つようになり、父親から音楽の手ほどきを受け、6歳の頃から小太鼓を叩くようになり、10歳の時に初めてトランペットを手にする。ジェイムスのトランペットの技量は、12歳の時には両親が所属していた「クリスティ・ブラザーズ・サーカス」のバンドの2番トランペットの座を手にするほど上達し、14歳の時、テキサス州で開催されたアマチュア音楽コンクールのトランペット部門で優勝。トランペット奏者として自信を深めたジェイムスは地方のダンス・バンドでアマチュア活動を始めた。

### スウィング黄金時代

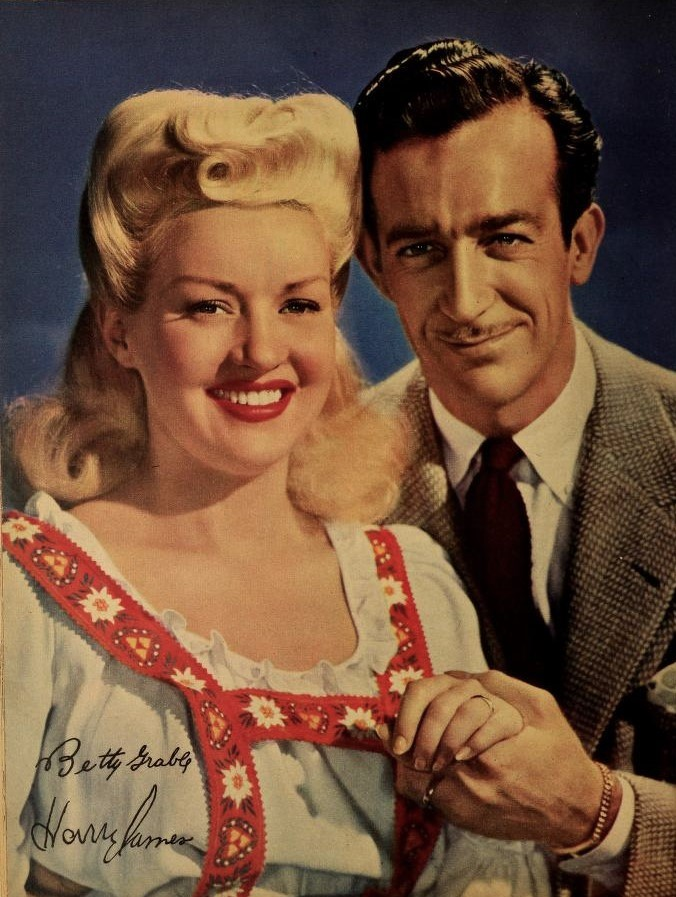
ベティ・グレイブルと。1944年

1935年、19歳のジェイムスはベン・ポラックのビッグバンドに雇われ、プロとして活動を開始。同年5月には歌手であるルイーズ・トービンと結婚した。1936年6月には初録音を行なったが、間もなく、スウィング・ジャズの旗手として人気を集めていたベニー・グッドマンに誘われ、1937年1月に彼の楽団に引き抜かれた。楽団でもジェイムスのトランペットは人気を博し、同年12月には初のリーダー録音をブランズウィック・レコードにて行なう。1938年1月16日にはグッドマン楽団の一員として、ジャズ史上名高いカーネギー・ホール・ジャズ・コンサートに出演。1939年にはグッドマン楽団から独立、自身のバンド「ミュージック・メイカーズ」を結成し、コロムビア・レコードと契約した。ハリー・ジェイムスとミュージック・メイカーズは、1940年2月にフィラデルフィアのベン・フランクリン・ホテルでステージ・デビュー。ジェイムスはカウント・ベイシー楽団を模倣したスタイルで演奏し、当時無名だったフランク・シナトラを見出した。ビッグバンド運営が経済的に行き詰まり始めた1941年、ジェイムスは単なるスウィング・スタイルではなく、より大衆に受け入れられやすいように、バンドにストリングスを加え、ムード音楽寄りのナンバーをレパートリーに加えた。1942年、第二次世界大戦の影響下にあって、活動の機会は減っていくが、ジェイムスは活動の場をラジオや映画などにも広げ、「Sleepy Lagoon」「Strictly Instrumental」「Velvet Moon」、キティ・カレンを歌手に迎えた「It's Been A Long,Long Time」、同じくヘレン・フォレストとの「I Don't Want to Walk Without You」、「I Had Craziest Dream」「I've Heard That Song Before」などのヒット曲を放つほか、俳優としてハリウッド映画にも出演。1943年には昨年最も顕著な活動をしたアメリカ人音楽家として、ビング・クロスビーに次いで2位にランクされた。6月に妻ルイーズと離婚し、翌月には映画女優のベティ・グレイブルと結婚し、2人の子供をもうける。まもなくジェイムスはニューヨークに移住し、1945年1月にはダニー・ケイが司会を務めるラジオ番組にレギュラー出演するが、再びビッグバンドの運営が難しくなり、1946年12月、ついに「ミュージック・メイカーズ」を解散した。

### 戦後

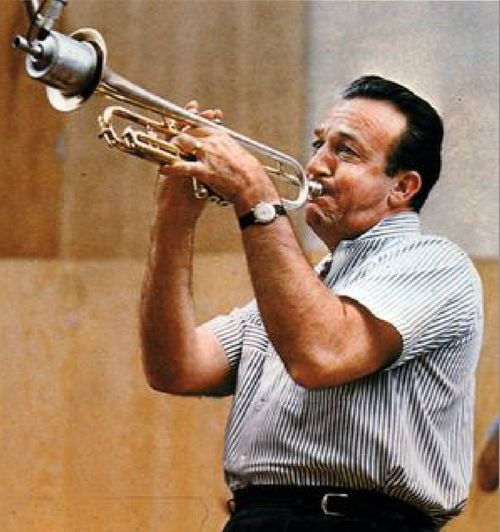
アルバムの録音中。1957年

しかし、翌年にはストリングス奏者を減らし、ジャズ色を強く打ち出した編成で再びバンドを結成する。1951年には自身のテレビ・シリーズ『ハリー・ジェイムス・ショー』を開始。1955年にはキャピトル・レコードと契約し、同年7月には1940年代にコロムビア・レコードから彼が放ったヒット曲を再演したアルバム『ハリー・ジェイムス・イン・ハイ・ファイ』を録音。すぐに続編が作られるほどの大ヒットとなる。また、同年に制作されたベニー・グッドマンの伝記映画『ベニイ・グッドマン物語』には俳優として本人役で出演し、キャピトル・レコードで制作された同名アルバムの録音にも参加した。1957年10月には初のヨーロッパ・ツアーを敢行し、1960年代以降にもビッグバンドを率いて活発に演奏活動を行なった。1965年10月には妻ベティと離婚するなど、アルコールなどによる私生活のトラブルがあったが、晩年に至るまでツアーやホテルなどでの活動を続けた。1983年にはリンパ腺癌と診断されたが演奏活動をやめず、同年7月5日に、ラスベガスにて67歳で死去。ジェイムスが最後の演奏を行なってから9日後のことであった。

## 演奏スタイル
ハリー・ジェイムスのトランペット演奏は、グッドマン楽団のトランペット奏者、バニー・ベリガンなどからの影響がみられ、派手な高音から落ち着いた低音まで、トランペットを完璧にコントロールし、安定した音量で吹き続けることができる優れた技量を持っていた。1955年に発表されたアルバム『ハリー・ジェイムス・イン・ハイ・ファイ』の裏ジャケットには、録音マイクから1メートル以上離れてトランペットを吹くジェイムスの写真が使われており、その音量の大きさが推量できる。ジェイムスは1930年代から晩年に至るまで、その生涯の多くをビッグバンドのバンドリーダーとして活動したが、そのバンドはジミー・ランスフォードや、カウント・ベイシーなどからの影響を聴き取ることができる。ハリー・ジェイムスは演奏家としての資質に加え、眉目秀麗な容貌と、華のある天性のショーマンシップで、アメリカのショービジネス界を代表するトランペッター兼バンドリーダーとして国民的人気を得た。

## 代表的な録音（アルバム）
- 『カーネギー・ホール・ジャズ・コンサート』 ベニー・グッドマン (1938年、Columbia)
- 『トランペット・タイム』 (1950年、Columbia) ※1940年-1949年までのヒット曲集
- 『ハリー・ジェイムス・イン・ハイ・ファイ』 (1955年、Capitol)
- 『ゴールデン・トランペット』 (1968年、Decca)
- 『32nd Anniversary Night Vol.1&2』 (1971年、Hitchcock Media)

## フィルモグラフィ

### 出演
- 『聖林ホテル』 - Hollywood Hotel (1937年) ※自身役。ベニーグッドマンのバンドで出演
- Syncopation (1942年) ※自身役
- 『ロッキーの春風』 - Springtime in the Rockies (1942年) ※自身役
- 『プライベート・バッカルー』 - Private Buckaroo (1942年) ※自身役
- Swing Fever (1943年) ※自身役
- Best Foot Forward (1943年) ※自身役
- 『世紀の女王』 - Bathing Beauty (1944年) ※自身役
- 『姉妹と水兵』 - Two Girls and a Sailor (1944年) ※自身役
- Do You Love Me (1946年)
- If I'm Lucky (1946年)
- 『カーネギー・ホール』 - Carnegie Hall (1947年) ※自身役
- I'll Get By (1950年) ※自身役
- 『ベニイ・グッドマン物語』 - The Benny Goodman Story (1956年) ※自身役
- The Opposite Sex (1956年) ※自身役
- Outlaw Queen (1957年)
- Riot in Rhythm (1957年) ※自身役
- The Big Beat (1958年)
- 『底抜けもててもてて』 - The Ladies Man (1961年) ※自身役
- 『スティング2』 - The Sting II (1983年)

### 演奏吹き替え
- 『情熱の狂想曲 (ラプソディ)』 - Young Man With a Horn (1950年) ※ビックス・バイダーベック役の演奏吹き替え